# 鄭奕
鄭義（英語：Marco Cheng，1980年11月7日—），台灣男演員、男模特兒，籍貫為花蓮縣，出生於花蓮縣，肄業於龍華科技大學國際貿易學系。鄭義出道早期曾任模特兒，代表作品《美麗晨曦》演出多部電視劇。

## 電影
2019年《阿虎》飾演 鄭建國

## 電視劇
| 年份   | 頻道         | 劇名                     | 角色         |
| ------ | ------------ | ------------------------ | ------------ |
| 2005年 | 原住民電視台 | 獵人                     | 張萬晴       |
| 2006年 | 衛視中文台   | 笑笑看一切               | 林佑翔       |
| 2006年 | 衛視中文台   | 驚異傳奇《惡魔茱麗葉》   | 小劉         |
| 2006年 | 大愛         | 大地之子                 |              |
| 2007年 | 東森電視台   | 哈拉教父                 | Lion         |
| 2007年 | 大愛         | 春暖花蓮                 |              |
| 2007年 | 大愛         | 美麗晨曦                 | 古華興       |
| 2007年 | 三立台灣台   | 戲說台灣《牽亡奇譚》     | 明輝         |
| 2008年 | 客家電視台   | 菸田少年                 | 阿金         |
| 2008年 | 公視         | 這三個女人               | 林文雄       |
| 2009年 | 大愛         | 台九線上的愛             | 伍哲遜       |
| 2009年 | 大愛         | 曙光                     | 二兒子       |
| 2010年 | 公視         | 徬徨少年路               | 也寇         |
| 2010年 | 客家電視台   | 源                       | 有來友邦     |
| 2011年 | 台視         | 獅子的女兒               | 劉真慶       |
| 2013年 | 三立台灣台   | 孤戀花                   | 林志中       |
| 2014年 | 三立台灣台   | 世間情                   | 鄭義         |
| 2014年 | 大愛         | 春暖向陽天               | 阿明         |
| 2015年 | 大愛         | 金門大國銘               | 阿偉         |
| 2016年 | 三立台灣台   | 甘味人生                 | 傅柏翔       |
| 2017年 | 三立台灣台   | 一家人                   | 王友亮       |
| 2018年 | 台視         | 情·份                    | 曾少國       |
| 2018年 | 三立台灣台   | 戲說台灣《樹王公報恩》   | 顧世民       |
| 2019年 | 三立台灣台   | 戲說台灣《水仙女轉乾坤》 | 張天佑       |
| 2020年 | 大愛         | 程哥懺悔路               | 友人         |
| 2020年 | 三立台灣台   | 戲說台灣《觀落陰探恩仇》 | 王耀宗       |
| 2020年 | 三立台灣台   | 炮仔聲                   | 曾偉德白威利 |
| 2020年 | 大愛         | 大林學校                 | 阿傑         |
| 2020年 | 大愛         | 我家的美好時光           | 陳俊誠       |
| 2020年 | 三立台灣台   | 戲說台灣《旱溪媽破三劫》 | 陳百洲       |
| 2021年 | 三立台灣台   | 戲說台灣《城隍報恩》     | 許天送       |
| 2021年 | 三立台灣台   | 戲說台灣《速報司的醋矸》 | 江萬年       |
| 2021年 | 三立台灣台   | 天之驕女                 | 杜大衛       |
| 2022年 | 三立台灣台   | 一家團圓                 | 柯家威       |
| 2023年 | 三立台灣台   | 天道                     | 孫志豪梁志豪 |

## 主持
- 《科技與生活》 主持人
- 《南投大好玩》 主持人

## 外部連結
- 鄭奕的Facebook專頁
- 鄭奕的Instagram帳戶
- 鄭奕在豆瓣上的资料（简体中文）